# Iareonycha
Iareonycha is een kevergeslacht uit de familie van de boktorren (Cerambycidae). De wetenschappelijke naam van het geslacht werd voor het eerst geldig gepubliceerd in 1997 door Martins & Galileo.

## Soorten
Iareonycha omvat de volgende soorten:
- Iareonycha albisterna Martins & Galileo, 2004
- Iareonycha ipepuna Martins & Galileo, 1997